# Pimelodus pictus
Pimelodus pictus és una espècie de peix de la família dels pimelòdids i de l'ordre dels siluriformes. Els mascles poden assolir els 11 cm de llargària total. Es troba a Sud-amèrica: conques dels rius Orinoco i Amazones.